# Oskar Bloch (fodboldspiller)
Oskar Reinhold Bloch (født 20. oktober 2000) er en dansk fodboldspiller, der spiller som forsvarsspiller.

## Karriere

### Ungdom
Bloch spillede for ungdomsholdet i Fløng-Hedehusene i 7 år og FC Roskilde i yderligere 2 år, inden han i 2015 skiftede til FC Midtjylland. Han blev frigivet fra FC Midtjylland i 2019. Efter hans frigivelse flyttede Bloch til USA for at spille college-fodbold på University of Cincinnati.

### Professionel

#### Slegelse B&I
Bloch valgte at give afkald på at flytte til USA, og kom i stedet til Slagelse B&I i 2. division den 12. august 2019. Han spillede 13 ligakampe og 2 pokalkampe for klubben.

#### AB
Efter en sæson med Slagelse skrev Bloch under med AB den 3. februar 2020. 

#### New England Revolution II
Men blot en måned efter at have skrevet under med AB, flyttede Bloch til USA for at spille for USL League One-klubben New England Revolution II. Han fik sin debut den 7. august 2020, hvor han blev indskiftet i det 78. minut under et 2-0-nederlag til Orlando City B. Han forlod New England i august 2020.